# Chinda

Chinda é uma cidade hondurenha do departamento de Santa Bárbara.